# Vympel

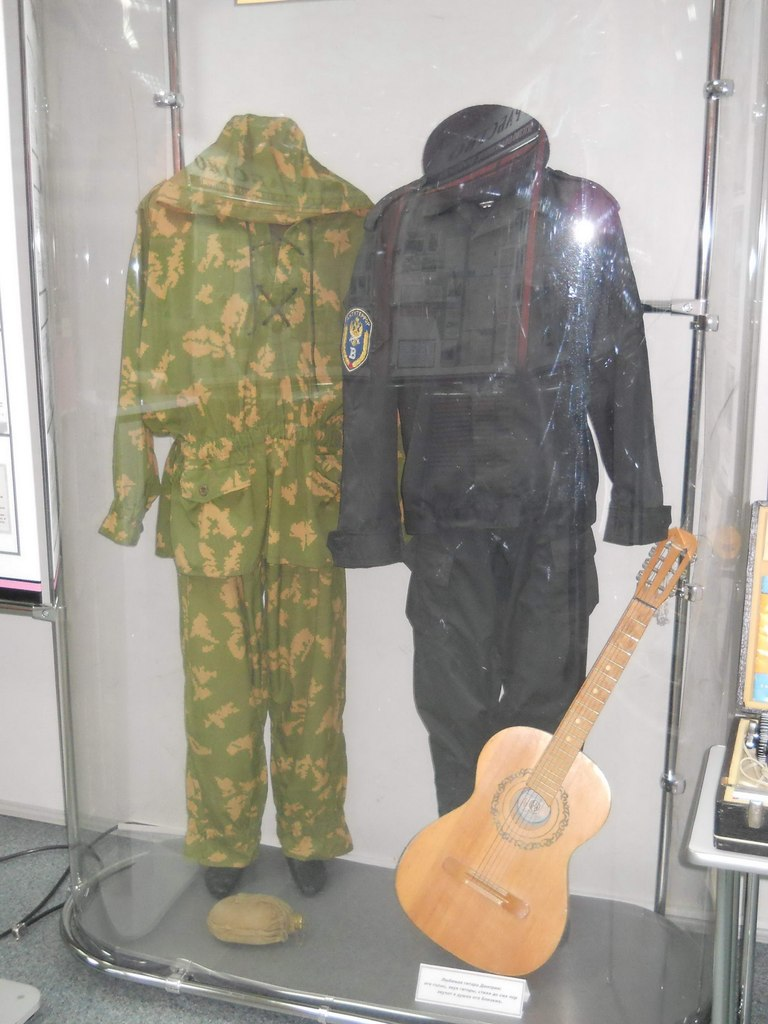
Uniformi SSO Sumrak in colore Berezka e uniforme SSO Specnaz in colore nero del Tenente Colonnello Eroe della Federazione Russa Dmitrij Razumovskij.

Lo Spezgruppa "V", spesso indicato semplicemente come Vympel (in russo Вымпел? ovvero "vessillo", dal tedesco Wimpel che ha lo stesso significato) ma anche come Direttorato "V" KGB ha avuto anche il nome di Vega Group durante il breve periodo di permanenza sotto l'MVD (1993-1998), è un'unità militare di forze speciali russe sotto il comando del Federal'naja služba bezopasnosti (FSB), il servizio federale di sicurezza della Federazione Russa.
Il Vympel è l'unità sorella dello Spetsgruppa "A" (Gruppo Alpha) del KGB/FSB, specializzata in missioni anti-terrorismo ed operazioni sotto copertura.
Il gruppo venne fondato il 19 agosto 1981 per ordine di Jurij Andropov a partire da alcune unità specializzate del KGB preesistenti (Zenith, parte del gruppo Alpha) con una connotazione più "militare" ed "estera" rispetto al Gruppo Alpha: l'unità era addestrata per operazioni come sabotaggi e incursioni dietro le linee nemiche, cattura e consegna di personalità in possesso di informazioni di interesse, sabotaggio delle centrali atomiche dei paesi NATO, infiltrazione in strutture di servizi speciali e organizzazioni militari a scopo di spionaggio o eliminazione di persone, nonché la protezione delle ambasciate sovietiche all'estero, ruoli mantenuti solo parzialmente dopo il passaggio allo FSB. È documentata anche la presenza del Vympel come forza da combattimento/ consiglieri militari/ addestratori in Nicaragua, Angola, Vietnam, Mozambico, Cuba e, tra gli altri, Afghanistan.
Al giorno d'oggi Vympel ha come missione principale la lotta al terrorismo e alla criminalità organizzata, la liberazione di ostaggi e la protezione delle centrali atomiche. L'unità ha visto largo impiego in Cecenia e nella regione del Caucaso, partecipando ai fatti di Beslan (1º-3 settembre 2004) dove ha perso 7 dei suoi operatori tra cui un ufficiale. Il suo organico, mantenuto segreto, è stimato attorno a 700 uomini ma questa stima è poco realistica, più probabilmente si tratta di circa la metà. La selezione avviene dalle scuole militari e da altri corpi, come paracadutisti e truppe del ministero dell'interno (oggi Rosgvardija) come da altri settori del FSB come le guardie di frontiera e dura cinque anni. Sebbene l'addestramento e altri dettagli della preparazione siano segreti, sappiamo che a differenza del gruppo Alpha che concentra molto del proprio addestramento sugli assalti urbani e la liberazione di ostaggi, il Vympel compie un numero consistente di missioni e di addestramenti nelle foreste e nelle montagne del Caucaso più in generale in contesti non urbani, e si addestra ad operazioni di rastrellamento, ricognizione e combattimento. È stata altresì speculata la presenza di contingenti e singoli operatori del Vympel in contesti di guerra convenzionale come ad esempio in Siria, sebbene questa informazione sia frutto di analisi e non di documenti ufficiali.
Al livello di armamento e uniformi da combattimento il Vympel ha a disposizione tutto l'arsenale russo (Ak74, AK103, AK104, AK105, PKP, RPG, Makarov, Jagrin etc) più alcune armi straniere (Glock 17, H&K 417, Steyr TMP ad esempio). Dal punto di vista delle uniformi non c'è modo di distinguerlo dall'Alpha, sebbene abbia utilizzato e utilizzi uniformi russe, dal 2010 circa anche nel Vympel si è cominciato ad utilizzare pattern occidentali come Multicam e A TACS, a volte originali a volte copie di ditte statali russe, meno frequenti sono le uniformi SURPAT SRVV, e Spectre (sia marca SSO che contratti statali). In alcuni contesti operativi vengono utilizzati tutoni monopezzo neri come il modello Vympel SSO o contratti statali Uniformtex, Slavjanka eccetera. Molto spesso si vedono tute balistiche antischeggia con piastre della marca Fort come la Raid L, Voin-Fortress ed altre. Come protezioni balistiche individuali sono stati usati principalmente Fort Defender, Defender 2 e Redut negli anni 2000 e recentemente Fort Goplit, Fort Gladiator B e plate carrier di produzione estera come Warrior Assault System ed altri. Dalla sua fondazione ad oggi gli elmetti Tig e Altyn sono stati usati continuativamente (soprattutto l'Altyn), così come LŠZ 2DT, LŠZ 2 DTM, RBR F6 MKII, Fort Kiver Voin RSP, OpsCore e Fort LŠZ 1+ e altri.

## Note

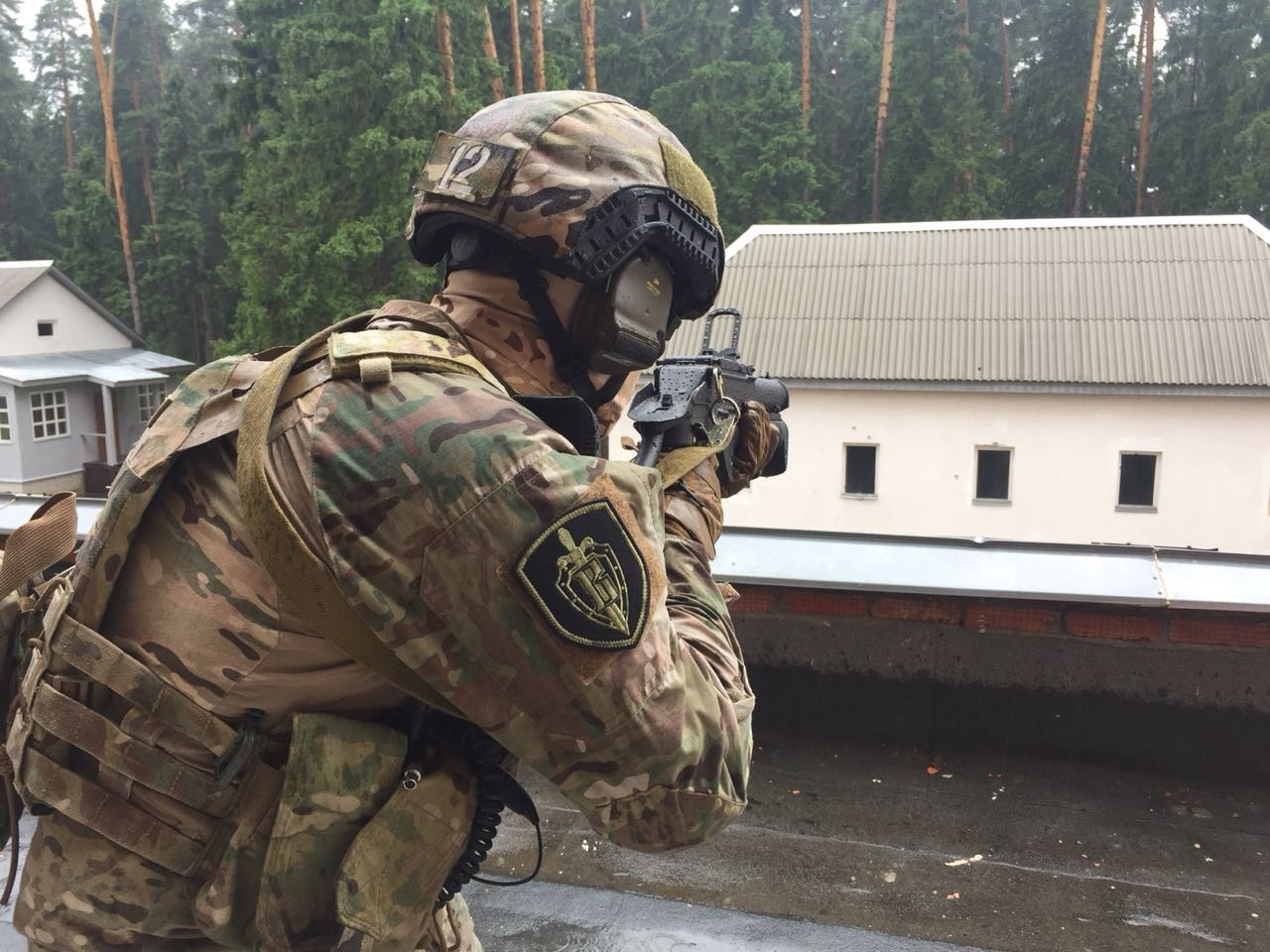
Operatore Vympel durante un addestramento con GM94 2018